# Giusto di Dio
La giustizia di Dio si riferisce all'importante concetto teologico presente nelle religioni abramitiche (Islam, Giudaismo e Cristianesimo). È così un attributo proprio di Dio quando gli si attribuiscono i sostantivi di santo e giusto. In un altro senso si riferisce alla giustizia dell'essere umano; sia riguardo alla sua giustizia intrinseca (oppure all'inverso si riferisce all'empietà, ovvero alla totale mancanza di giustizia), oppure al suo potenziale corretto atteggiamento davanti a Dio o al fatto che esso venga "giudicato" o "riconosciuto" come giusto da Dio (come avveniva per il patriarca Abramo nella Genesi).

## Etimologia
In italiano giustizia divina è una possibile traduzione dalla parola-radice ebraica צדק (TzDQ), che appare più di cinquecento volte nella Torah, e della parola greca δικαιος (dikaios), che è scritta più di duecento volte nel Nuovo Testamento. La giustizia implica "agire con rettitudine", "non arrecare danno ad alcuno".

## La giustizia nella Torah
La giustizia è una delle principali caratteristiche di Dio. Il suo principale significato riguarda la condotta etica. Viene utilizzata nei libri della Torah, ad esempio in Levitico 19,36; in Deuteronomio 25,1; nei Salmi 1,6; nei Proverbi 8,20. Nel senso legale, mentre i colpevoli vengono giudicati per i loro peccati, gli innocenti vengono ritenuti innocenti e denominati "giusti".

Forse, parte dei problemi attuali nasce dall'interpretazione dei seguenti passaggi, 
La giustizia si riferisce anche al ruolo di Dio come salvatore; Dio è il "salvatore giusto"; (Isaia 61) ed un liberatore. (Isaia 46,12-13) I giusti sono coloro che confidano che saranno vendicati e rivendicati dal Signore loro Dio. (Salmi 37,12-13).

### Definizione ebraica della giustizia
Nel libro di Giobbe il personaggio che dà nome al libro ci viene presentato come una persona che è "perfetta" nella giustizia. Questo non significa che sia senza peccato. "Perfetto" in questo senso significa che la sua giustizia permea ogni relazione della sua vita come suo principio fondante. Dopo tutto la giustizia è una materia di relazioni con Dio, con le cose, e con altre persone. La definizione biblica della giustizia implica ognuno di questi tre rapporti. In un caso la parola significa corretto; nell'altro viene usato per significare quello che fa il giusto; in alcuni altri casi significa "correggere", reindirizzare sulla giusta via. Giobbe si comporta come un giusto in ciascuno di questi casi e quindi viene chiamato da Dio "completamente giusto" oppure, secondo il linguaggio corrente, "perfetto."»
La giustizia come è intesa nella Torah è un concetto tipicamente ebraico, ben diverso dal comune modo di intendere il termine. L'erronea comprensione del suo significato è forse la maggior responsabile della visione della religione della Torah come legalistica e assai distante dalla gentilezza del Nuovo Testamento. Invece la Giustizia nella Torah è il compimento dell'aspettativa di una relazione. Sia che tale relazione si svolga con Dio o con altri uomini, ogni essere umano è posto al centro di una moltitudine di relazioni; il Re con il popolo, il giudice con le parti in causa, i sacerdoti con i fedeli, gli uomini comuni con le loro famiglie, i capi tribù con la comunità, la comunità con il residente straniero e il povero, e tutti costoro con Dio; ognuna di queste relazioni porta in sé una specifica aspettativa, descrivibile anche come l'essenza che è proprietà della funzioni sociali, un insieme di norme codificate in forma scritta o tramandate oralmente che sopravvive alle persone e si attua nelle loro relazioni singolari con gli altri, uniche e irripetibili. Il compimento di essa costituisce la giustizia.

## La Giustizia nel Nuovo Testamento
Il Nuovo Testamento prosegue la tradizione biblica ebraica sugli aspetti etici e legali della Giustizia, ma aggiunge ad essi il fatto che Gesù incarna la Giustizia. Secondo il Nuovo Testamento, Gesù è sceso nel mondo per rispondere ai bisogni non "del giusto", ma "del peccatore" (Marco 2,17). La Giustizia, come il regno dei Cieli, è dono di Dio, attraverso la grazia, (Matteo 5,6, Matteo 6,33).
Paolo di Tarso parla di due vie, almeno in teoria, per raggiungere la Giustizia: attraverso la Torah, la legge di Mosè; e attraverso la fede nell'espiazione resa possibile attraverso la morte e resurrezione di Gesù Cristo, (Romani 10,3-13). Il Nuovo Testamento parla di una salvezza fondata sulla Giustizia divina, come esemplificato dalla storia della salvezza narrata nell'Antico Testamento, (Romani 9-11).
L'apostolo Giacomo parla della relazione tra lavori di giustizia e fede (Giacomo 2,14-26), dicendo che "la fede senza opere è pari alla morte." Gli atti giusti, secondo Giacomo includono le opere di carità (Giacomo 2,15-16), nonché l'attenzione a non trasgredire la legge di Mosè. Giustizia significa "agire giustamente".
San Pietro descrive Lot come un uomo giusto (2 Pietro 2,7-8).